# 24-Stunden-Rennen auf dem Nürburgring 2008
Das 24-Stunden-Rennen auf dem Nürburgring 2008 war die 36. Auflage des 24-Stunden-Rennens auf dem Nürburgring. Es fand vom 22. bis zum 25. Mai 2008 statt.

## Zeittraining
Für 2008 wurden über 270 Fahrzeuge genannt, wovon gemäß Streckenabnahmeprotokoll 230 am Training teilnehmen konnten, um sich für einen der 220 Startplätze zu qualifizieren. Erstmals erhielten die schnellen Teams Gelegenheit, zu Beginn des ersten Zeittrainings am Freitagnachmittag ohne die zahlreichen anderen Fahrzeuge eine schnelle Runde zu absolvieren. Die Startposition hat bei einem 24-Stunden-Rennen zwar fast keine Bedeutung für den Rennausgang, ist aber bei Profis aus Gründen des Prestiges und der Medienpräsenz umkämpft. Die Pole-Position für das 24-Stunden-Rennen 2008 konnte sich dabei das Siegerteam der Vorjahres, Manthey Racing, mit einer Zeit von 8:26,730 Minuten sichern, da auch beim zweiten, mit 235 Minuten wesentlich längeren Zeittraining in der Nacht von Freitag auf Samstag kein Team schneller fuhr. Manthey Racing setzte 2008 mehrere Porsche ein, klarer Favorit war aber das Siegerauto des Vorjahres, der Porsche 997 GT3 RSR mit der Startnummer 1, pilotiert von den Profis Timo Bernhard, Marc Lieb, Romain Dumas und Marcel Tiemann.
Die zweite Startposition mit 8:29,838 Minuten bzw. 3,108 Sekunden Rückstand belegte das Team Jürgen Alzen Motorsport mit einem neu aufgebauten Porsche 997 Turbo. Das Alzen-Team hatte zwar von 2003 bis 2005 schon einen schnellen 996 Turbo eingesetzt, anschließend jedoch versucht, mit einem Porsche Cayman erfolgreich zu sein. Pilotiert wurde der Turbo-Porsche mit der Startnummer 4 jedoch nicht von Uwe Alzen, sondern von Jürgen Alzen, Markus Gedlich, Christian Abt und Christian Menzel.
Die dritte Startposition ging mit 8:31,132 Minuten an die Dodge Viper GTS-R des Teams Zakspeed. Pilotiert wurde die Viper mit der Startnummer 2, deren V10-Motor regelbedingt auf acht Zylinder und 6,2 Liter Hubraum reduziert worden war, von Sascha Bert, Christophe Bouchut, Tom Coronel und Duncan Huisman.
Den vierten Platz erzielte der Porsche 911 GT3 von Land Motorsport mit 8:39.495 Minuten. Gefahren wurde das Auto mit der Startnummer 3 von Marc Basseng, Patrick Simon und Johannes Stuck, dem Sohn von Hans-Joachim Stuck.

## Rennen
Das Rennen wurde am 24. Mai um 15 Uhr MESZ bei sonnigem Wetter gestartet. Unmittelbar nach dem Start machte sich eine Rauchentwicklung beim Porsche 911 GT3 RSR von Manthey Racing mit der Startnummer 1 bemerkbar. Das Siegerauto des Vorjahres fiel schnell zurück und bog noch am Ende der GP-Strecke in die Boxengasse ein. Ein Kühlschlauch war aus der Haltung gerissen und am Motor geschmort. Während der Reparatur absolvierten die Konkurrenten zwei Runden, der Porsche 997 Turbo mit der Startnummer 4 hatte die Führung übernommen. Er wurde allerdings bereits in Runde drei von der Zakspeed-Viper mit der Startnummer 2 überholt, die die Führung aber noch in der gleichen Runde durch einen ungeplanten Boxenaufenthalt wieder abgab. In den folgenden Stunden konnte der relativ schwach motorisierte, aber sparsame BMW Z4 M von Schubert Motorsport längere Zeit die Führung übernehmen, schied jedoch in der Nacht durch Unfall aus.

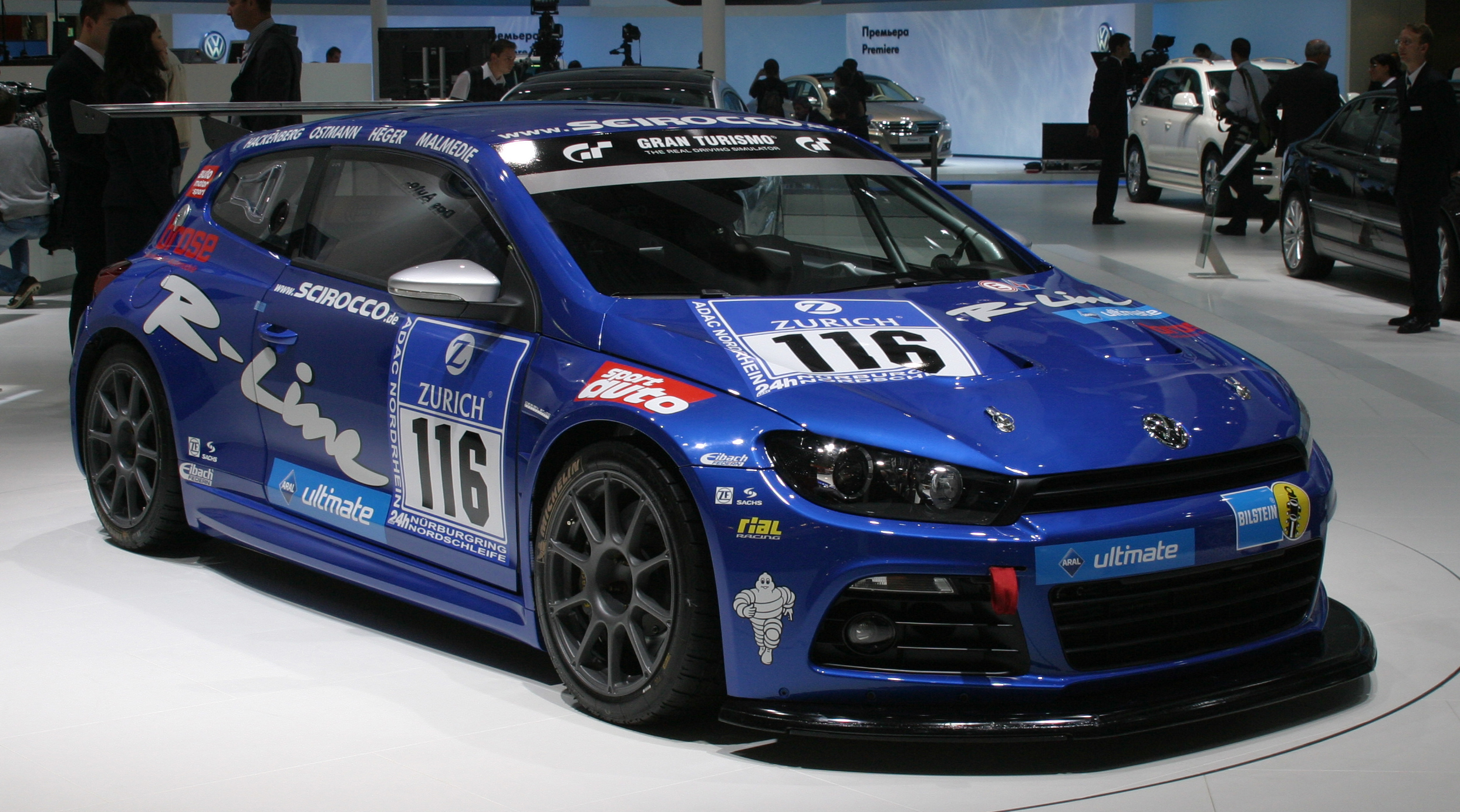
Scirocco GT24, 2008

Es siegte das Team von Manthey Racing mit zwei Fahrzeugen, dem Porsche 911 GT3 RSR, dem Siegerwagen von 2007, vor dem Porsche 911 GT3-MR von 2006. Sabine Schmitz auf Porsche GT3 von Frikadelli Racing wurde Dritte, ihr größter Erfolg seit den Gesamtsiegen. Hans-Joachim Stuck war als neuer Repräsentant von Volkswagen auf zwei neuen VW Scirocco GT24 aktiv, wurde 11. und 15. und gewann damit auch den Sieg in der Klasse, in der u. a. Opel mit dem OPC-Racecamp angetreten war.
Der innovative Hybrid-Rennwagen von Heinz-Harald Frentzen auf der Basis eines Gumpert Apollo kam wegen zweier Defekte am Getriebe nicht in die Wertung.

## Ergebnis
| Platz | Fahrer                                                        | Team              | Fahrzeug            | Runden |
| ----- | ------------------------------------------------------------- | ----------------- | ------------------- | ------ |
| 1     | Timo Bernhard/Marc Lieb/Romain Dumas/Marcel Tiemann           | Manthey Racing    | Porsche 997 GT3 RSR | 148    |
| 2     | Armin Hahne/Christian Haarmann/Jochen Krumbach/Pierre Kaffer  | Manthey Racing    | Porsche 996 GT3-MR  | 147    |
| 3     | Sabine Schmitz/Klaus Abbelen/Edgar Althoff/Kenneth Heyer      | Frikadelli Racing | Porsche 997 GT3 Cup | 145    |
| 4     | Marko Hartung/Stefan Neuberger/Franz Engstler                 | Team ORMS Racing  | BMW Z4 M Coupé      | 144    |
| 5     | Frank Kräling/Marc Gindorf/Peter Scharmach/Martin Ragginger   | Manthey Racing    | Porsche 997 GT3 Cup | 144    |
| 6     | Johannes Scheid/Oliver Kainz/Andreas Teichmann/Arno Klasen    | Scheid Motorsport | BMW M3 E46 GTRS     | 143    |
| 7     | Jörn Schmidt-Staade/Stefan Müller/Kai Riemer/Florian Scholze  | Agon Motorsport   | Porsche 997 GT3 Cup | 141    |
| 8     | Bert Lambrecht/Jean-François Hemroulle/Lance David Arnold     | Manthey Racing    | Porsche 997 GT3 Cup | 141    |
| 9     | Stefan Peters/Ulf Karlsson/Hannes Plesse/Wolfgang Kohler      | Agon Motorsport   | Porsche 997 GT3 Cup | 140    |
| 10    | Sergey Matveev/Walerij Horban/Stanislav Gryazin/Ergeny Tsarev | Land Motorsport   | Porsche 997 GT3 Cup | 139    |